# Andrew Bryniarski
Andrew Bryniarski (Philadelphia, 1969. február 13. –) amerikai színész, testépítő, legismertebb  alakításai A texasi láncfűrészes mészárlás újraforgatásakor Leatherface, a  Street Fighter – Harc a végsőkig filmben Zangief, a The Programban pedig Steve Lattimer megformálása volt.

## Korai évei
Bryniarski Pennsylvaniában, Philadelphiában született. Tanulmányait a North Penn High Schoolban végezte.

## Pályafutása
Bryniarski Kaliforniában Los Angelesben egy barátját látogatta meg, mikor egy tehetségekre szakosodott ügynök felfigyelt rá.  Az ügynök elintézte, hogy egy részben szerepelhessen a Hudson Hawkban. Onnantól kezdve több olyan filmnben is szerepelt, ahol izmos, 195 cm-es férfiakra volt szükség.

## Filmográfia
| Év   | Cím                                       | Szerep                      | Megjegyzések                |
| ---- | ----------------------------------------- | --------------------------- | --------------------------- |
| 1990 | Dragonfight                               | Bárharc lebonyolító         |                             |
| 1991 | Necessary Roughness                       | Wyatt Beaudry               |                             |
| 1991 | Hudson Hawk                               | Butterfinger                |                             |
| 1992 | Batman visszatér                          | Charles "Chip" Shreck       |                             |
| 1993 | Cyborg 3: The Recycler                    | Jocko                       |                             |
| 1993 | The Program                               | Steve Lattimer              |                             |
| 1994 | Street Fighter – Harc a végsőkig          | Zangief                     |                             |
| 1995 | Higher Learning                           | Knocko                      |                             |
| 1999 | Minden héten háború                       | Patrick "Madman" Kelly      |                             |
| 2001 | Pearl Harbor – Égi háború                 | Joe, a bokszoló             |                             |
| 2002 | Black Mask 2: City of Masks               | Iguana / Daniel Martinez    |                             |
| 2002 | Scooby-Doo – A nagy csapat                | Barlangi szolga             |                             |
| 2002 | Rollerball                                | Halloran                    |                             |
| 2002 | Firefly                                   | Crow                        | A "The Train Job" epizódban |
| 2002 | The Lobo Paramilitary Christmas Special   | Lobo                        |                             |
| 2003 | 44 Minutes: The North Hollywood Shoot-Out | Larry Eugene Phillips, Jr.  |                             |
| 2003 | A texasi láncfűrészes                     | Thomas "Leatherface" Hewitt |                             |
| 2004 | The Curse of El Charro                    | El Charro                   |                             |
| 2005 | Seven Mummies                             | Blade                       |                             |
| 2006 | Bachelor Party Vegas                      | Security beast              |                             |
| 2006 | A texasi láncfűrészes mészárlás: A kezdet | Thomas "Leatherface" Hewitt |                             |
| 2008 | Chasing 3000                              | A geng tagja                |                             |
| 2008 | Stiletto                                  | Náci kerékpáros             |                             |
| 2008 | Bram Stoker's Dracula's Guest             | Drakula gróf                |                             |